# Bruce Chen
Bruce Kastulo Chen (né le 19 juin 1977 à Panama, Panama) est un ancien lanceur gaucher de la Ligue majeure de baseball. Il joue 17 saisons, de 1998 à 2015, pour 11 équipes. Il s'aligne notamment de 2009 à 2014 avec les Royals de Kansas City.
Sélectionné en équipe du Panama, il participe à la Classique mondiale de baseball en 2006  et 2009.

## Carrière
Il porte successivement les couleurs des Braves d'Atlanta (1998-2000), Phillies de Philadelphie (2000-2001), Mets de New York (2001-2002), Expos de Montréal (2002), Reds de Cincinnati (2002), Red Sox de Boston (2003), Astros de Houston (2003), Orioles de Baltimore (2004-2006), Rangers du Texas (2007) et Royals de Kansas City (depuis 2009).

### Braves d'Atlanta
Bruce Chen est recruté comme agent libre amateur par les Braves d'Atlanta en 1993. Après cinq saisons en Ligues mineures, il fait ses débuts en Ligue majeure le 7 septembre 1998. Chen est l'un des meilleurs prospects des Braves et du baseball à la fin des années 1990. En 1999, il est même classé par Baseball America comme quatrième joueur le plus prometteur au monde et certains voient même en lui un futur Greg Maddux. Sur trois saisons à Atlanta, Chen est utilisé alternativement comme lanceur partant et lanceur de relève. Il remporte huit de ses dix décisions avec l'équipe et affiche une moyenne de points mérités de 4,14 en 111 manches lancées. Après un excellent départ (4 victoires, aucune défaite, moyenne de 2,50) en 2001, les Braves l'échangent à leurs rivaux de division, les Phillies de Philadelphie. Le 27 juillet 2001, Chen et un lanceur gaucher des ligues mineures (Adam Walker, qui ne jouera pas en MLB) passent donc aux Phillies en retour du releveur droitier Turk Wendell et du gaucher Dennis Cook.

### Expos de Montréal

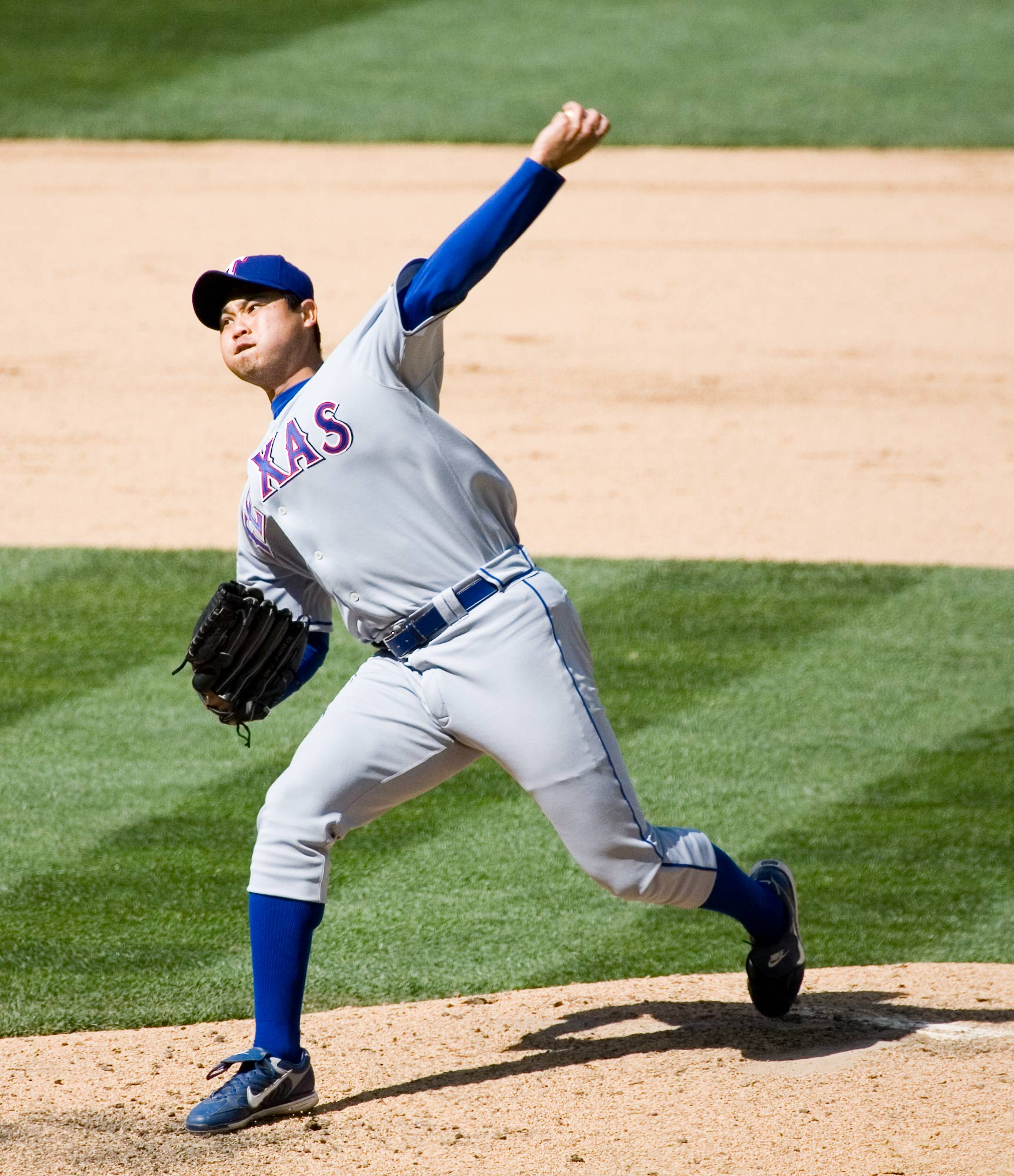
Le gaucher Bruce Chen lançant pour les Rangers du Texas en 2007.

### Orioles de Baltimore
En 2006, avec 28 coups de circuit alloués à l'adversaire en 98 manches et deux tiers de travail pour les Orioles, Bruce Chen établit le record peu enviable du plus grand nombre de longues balles accordées dans une saison de moins de 100 manches lancées, battant la marque de 25 par Danny Darwin en 99 manches pour Houston au cours de la saison 1995.

### Royals de Kansas City

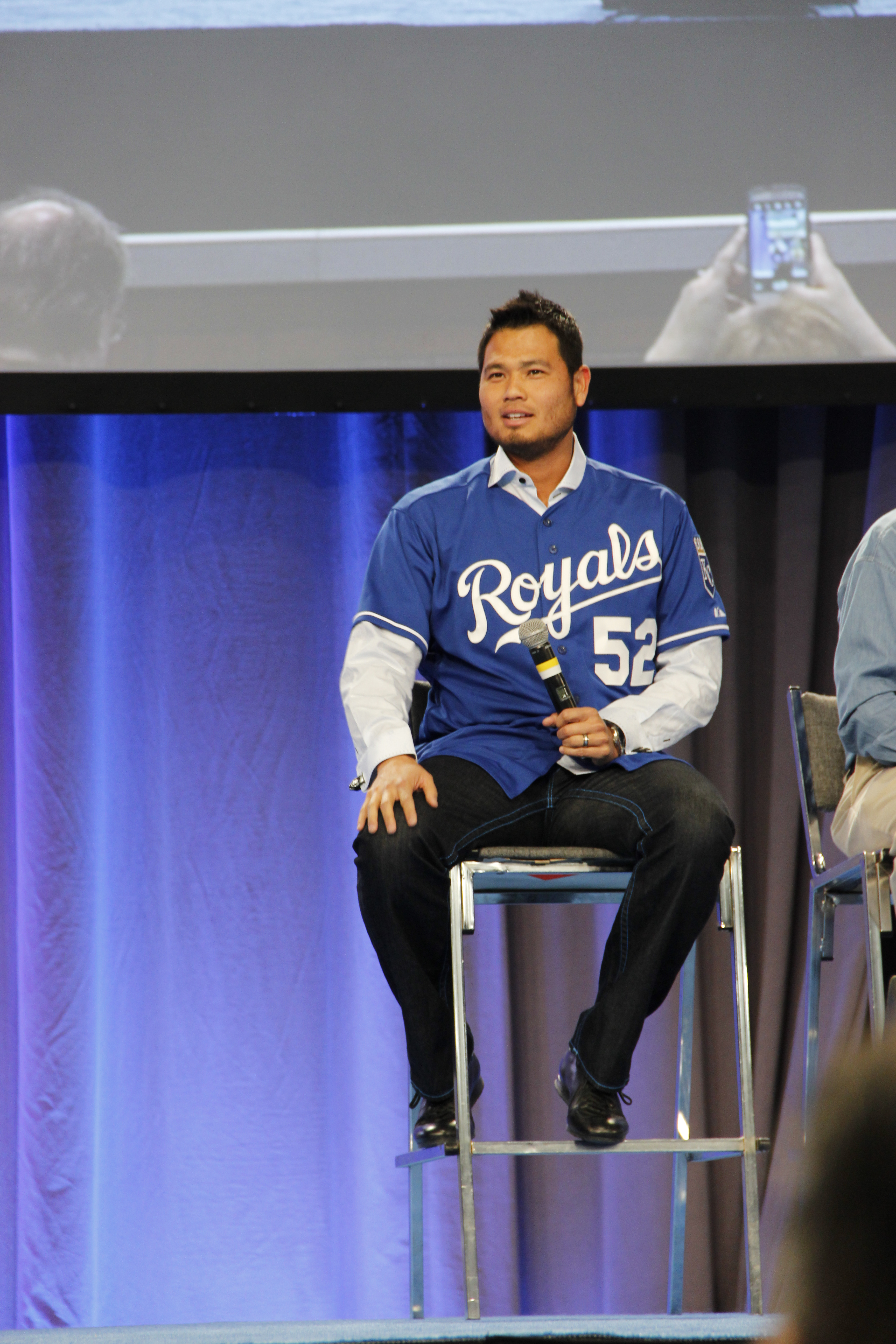
Bruce Chen en février 2014.

Chen se joint aux Royals de Kansas City le 1er mars 2009. À sa première saison, utilisé tantôt comme partant, tantôt en relève, il ne remporte qu'une de ses sept décisions et sa moyenne de points mérités s'élève à 5,78.
Il enchaîne deux saisons de 12 victoires : en 2010 son dossier est de 12-7 en 33 parties, dont 23 départs, et sa moyenne s'élève à 4,17; en 2011 il abaisse cette moyenne à 3,77 en 155 manches lancées, toutes comme partant, alors qu'il remporte 12 gains contre 8 revers. Il s'impose durant cette troisième saison à Kansas City comme le lanceur partant numéro un de l'équipe, dont la rotation est amputée de son meilleur lanceur Zack Greinke, échangé à Milwaukee. Les Royals le nomment d'ailleurs lanceur de l'année au sein du club. En toute fin de saison régulière cependant, les Royals essaient d'échanger Chen aux Red Sox de Boston, qui se retrouvent à égalité avec les Rays de Tampa Bay dans la lutte pour une place en séries éliminatoires.
Le 23 novembre 2011, Bruce Chen signe un nouveau contrat de neuf millions de dollars pour deux saisons avec les Royals.
Il est, à égalité avec 3 autres lanceurs, celui qui commence le plus de matchs (34) au cours de la saison 2012. Il remporte 11 matchs, le nombre le plus élevé de victoires chez les Royals, mais en contrepartie il encaisse 14 défaites et sa moyenne de points mérités est élevée : 5,07 en 191 manches et deux tiers lancées. Ses 140 retraits sur des prises en 2012 est un nouveau record personnel pour une saison, devant les 133 réussis pour Baltimore en 2005.
Chen envisage de jouer pour l'équipe de Chine à la Classique mondiale de baseball 2013, après avoir participé aux deux premières classiques avec la sélection du Panama. Ses grands-parents étant Chinois, il recueille la documentation nécessaire pour confirmer son éligibilité à représenter cette nation. Cependant, il laisse tomber le projet, préférant se concentrer sur la saison qui vient.
En 2013, Chen est utilisé tantôt comme partant et tantôt comme releveur. Il obtient 15 départs et entre en jeu dans 34 matchs au total. Sa moyenne de points mérités de 3,27 en 121 manches au monticule est sa meilleure depuis sa moyenne de 3,29 pour Atlanta en 2000, si l'on fait exception de celle de 3,02 en un nombre limité de manches (47,2) en 2004 avec Baltimore. Chen remporte 9 victoires contre 4 défaites en 2013. 
Le 1er février 2014, le vétéran de 15 saisons signe un nouveau contrat d'un an avec Kansas City et semble destiné à obtenir un poste de lanceur partant pour l'année qui vient. Il est peu utilisé dans les mois qui suivent : il effectue sept départs et vient terminer 6 rencontres comme releveur. En 48 manches et un tiers lancées, sa moyenne de points mérités s'élève à 7,45 avec deux victoires et quatre défaites. Des maux de dos handicapent sa saison et les Royals, six ans après son arrivée avec l'équipe, le libèrent de son contrat le 5 septembre 2014.

### Indians de Cleveland
Le 18 février 2015, Chen signe un contrat des ligues mineures avec les Indians de Cleveland. Il effectue deux départs pour les Indians, le dernier le 15 mai 2015. 

### Palmarès
Le 19 mai 2015, Bruce Chen annonce sa retraite après une carrière de 17 saisons dans les majeures.
Chen a joué 400 parties, dont 227 comme lanceur partant. Il a remporté 82 victoires contre 81 défaites, réussi 4 matchs complets et un blanchissage comme partant et enregistré un sauvetage comme releveur. En 1 532 manches lancées au total, sa moyenne de points mérités se chiffre à 4,62 et il a réussi 1 140 retraits sur des prises. 

## Statistiques
| Saison | Équipe       | G   | GS  | CG | SHO | V  | D  | SV | IP     | SO  | ERA  |
| ------ | ------------ | --- | --- | -- | --- | -- | -- | -- | ------ | --- | ---- |
| 1998   | Atlanta      | 4   | 4   | 0  | 0   | 2  | 0  | 0  | 20.1   | 17  | 3,98 |
| 1999   | Atlanta      | 16  | 7   | 0  | 0   | 2  | 2  | 0  | 51.0   | 45  | 5,47 |
| 2000   | Atlanta      | 22  | 0   | 0  | 0   | 4  | 0  | 0  | 39.2   | 32  | 2,50 |
| 2000   | Philadelphie | 15  | 15  | 0  | 0   | 3  | 4  | 0  | 94.1   | 80  | 3,63 |
| 2001   | Philadelphie | 16  | 16  | 0  | 0   | 4  | 5  | 0  | 86.1   | 79  | 5,00 |
| 2001   | NY Mets      | 11  | 11  | 0  | 0   | 3  | 2  | 0  | 59.2   | 47  | 4,68 |
| 2002   | NY Mets      | 1   | 0   | 0  | 0   | 0  | 0  | 0  | 0.2    | 0   | 0,00 |
| 2002   | Montréal     | 15  | 5   | 0  | 0   | 2  | 3  | 0  | 37.1   | 43  | 6,99 |
| 2002   | Cincinnati   | 39  | 1   | 0  | 0   | 0  | 2  | 0  | 39.2   | 37  | 4,31 |
| 2003   | Houston      | 11  | 0   | 0  | 0   | 0  | 0  | 0  | 12.0   | 8   | 6,00 |
| 2003   | Boston       | 5   | 2   | 0  | 0   | 0  | 1  | 0  | 12.1   | 12  | 5,11 |
| 2004   | Baltimore    | 8   | 7   | 1  | 0   | 2  | 1  | 0  | 47.2   | 32  | 3,02 |
| 2005   | Baltimore    | 34  | 32  | 1  | 0   | 13 | 10 | 0  | 197.1  | 133 | 3,83 |
| 2006   | Baltimore    | 40  | 12  | 0  | 0   | 0  | 7  | 0  | 98.2   | 70  | 6,93 |
| 2007   | Texas        | 5   | 0   | 0  | 0   | 0  | 0  | 0  | 10,0   | 7   | 7,20 |
| 2009   | Kansas City  | 17  | 9   | 0  | 0   | 1  | 6  | 0  | 62.1   | 45  | 5,78 |
| 2010   | Kansas City  | 33  | 23  | 1  | 1   | 12 | 7  | 1  | 140.1  | 98  | 4,17 |
| Totaux | Totaux       | 292 | 144 | 3  | 1   | 48 | 50 | 1  | 1009.2 | 785 | 4,64 |

Note : G = Matches joués ; GS = Matches comme lanceur partant ; CG = Matches complets ; SHO = Blanchissages ; 
V = Victoires ; D = Défaites ; SV = Sauvetages ; IP = Manches lancées ; SO = Retraits sur des prises ; ERA = Moyenne de points mérités.